# Europese kampioenschappen veldlopen 1998
De vijfde editie van de Europese kampioenschappen veldlopen vond op 13 december 1998 plaats in de Italiaanse plaats Ferrara ten noordoosten van Bologna.

## Uitslagen

### Mannen Senioren
| Plaats | Atleet               | Land                | Tijd (min.s) |
| ------ | -------------------- | ------------------- | ------------ |
|        | Serhij Lebid         | Oekraïne            | 28.07        |
|        | Mohammed Mourhit     | België              | 28.08        |
|        | Driss El Himer       | Frankrijk           | 28.16        |
| 4      | Günther Weidlinger   | Oostenrijk          | 28.17        |
| 5      | Carsten Jørgensen    | Denemarken          | 28.18        |
| 6      | Eduardo Henriques    | Portugal            | 28.25        |
| 7      | Giuliano Battocletti | Italië              | 28.36        |
| 8      | Manuel Pancorbo      | Spanje              | 28.40        |
| 9      | Julio Rey            | Spanje              | 28.41        |
| 10     | Keith Cullen         | Verenigd Koninkrijk | 28.41        |

| Plaats | Land                                                                            | Punten                |
| ------ | ------------------------------------------------------------------------------- | --------------------- |
|        | Italië Giuliano Battocletti Gabriele De Nard Umberto Pusterla Gennaro Di Napoli | 7 + 12 + 15 + 19 = 53 |
|        | Portugal Eduardo Henriques Paulo Guerra João Junqueira José Ramos               | 6 + 11 + 14 + 24 = 55 |
|        | Spanje Manuel Pancorbo Julio Rey Martín Fiz Fabián Roncero                      | 8 + 9 + 13 + 38 = 68  |

### Vrouwen Senioren
| Plaats | Atleet              | Land                | Tijd (min.s) |
| ------ | ------------------- | ------------------- | ------------ |
|        | Paula Radcliffe     | Verenigd Koninkrijk | 18.07        |
|        | Annemari Sandell    | Finland             | 18.10        |
|        | Olivera Jevtić      | Servië              | 18.11        |
| 4      | Fernanda Ribeiro    | Portugal            | 18.19        |
| 5      | Helena Sampaio      | Portugal            | 18.26        |
| 6      | Yamna Belkacem      | Frankrijk           | 18.42        |
| 7      | Albertina Dias      | Portugal            | 18.46        |
| 8      | María Luisa Larraga | Spanje              | 18.49        |
| 9      | Zaiha Dahmani       | Frankrijk           | 18.50        |
| 10     | Fatima Yvelain      | Frankrijk           | 18.52        |

| Plaats | Land                                                      | Punten            |
| ------ | --------------------------------------------------------- | ----------------- |
|        | Portugal Fernanda Ribeiro Helena Sampaio Albertina Dias   | 4 + 5 + 7 = 16    |
|        | Frankrijk Yamna Belkacem Zahia Dahmani Fatima Yvelain     | 6 + 9 + 10 = 25   |
|        | Roemenië Cristina Iloc Constantina Diță Luminița Gogârlea | 12 + 13 + 16 = 41 |

### Mannen Junioren
| Plaats | Atleet             | Land                | Tijd (min.s) |
| ------ | ------------------ | ------------------- | ------------ |
|        | Yousef El Nasri    | Spanje              | 16.50        |
|        | Ovidiu Tat         | Roemenië            | 16.51        |
|        | Gareth Turnbull    | Ierland             | 16.55        |
| 4      | Sam Haughian       | Verenigd Koninkrijk | 16.57        |
| 5      | Ivan Heshko        | Oekraïne            | 17.02        |
| 6      | Mustafa Mohamed    | Zweden              | 17.02        |
| 7      | Miguel Angel Pinto | Spanje              | 17.07        |
| 8      | Filipe Pedro       | Portugal            | 17.11        |
| 9      | Peter Riley        | Verenigd Koninkrijk | 17.15        |
| 10     | Yusuf Zepak        | Turkije             | 17.20        |

| Plaats | Land                                                             | Punten           |
| ------ | ---------------------------------------------------------------- | ---------------- |
|        | Spanje Joussef El Nassri Miguel Angel Pinto Raul Moya            | 1 + 7 + 20 = 28  |
|        | Verenigd Koninkrijk Sam Haugham Peter Riley Christopher Thompson | 4 + 9 + 17 = 30  |
|        | Roemenië Ovidiu Tat Radu Stroia Visile Ardelean                  | 2 + 16 + 18 = 36 |

### Vrouwen Junioren
| Plaats | Atleet               | Land      | Tijd (min.s) |
| ------ | -------------------- | --------- | ------------ |
|        | Katalin Szentgyörgyi | Hongarije | 11.51        |
|        | Inês Monteiro        | Portugal  | 11.58        |
|        | Sonja Stolić         | Servië    | 12.03        |
| 4      | Sebile Sibel Özyurt  | Turkije   | 12.04        |
| 5      | Tezeta Nuray Surekli | Turkije   | 12.09        |
| 6      | Tinneke Boonen       | België    | 12.19        |
| 7      | Sonja Roman          | Slovenië  | 12.20        |
| 8      | Helena Volná         | Tsjechië  | 12.22        |
| 9      | Ionela Bungardean    | Roemenië  | 12.23        |
| 10     | Rosa Morató          | Spanje    | 12.25        |

| Plaats | Land                                                        | Punten           |
| ------ | ----------------------------------------------------------- | ---------------- |
|        | Turkije Sebile Özyurt Tezeta Nuray Surekli Türkan Erismis   | 4 + 5 + 11 = 20  |
|        | België Tinneke Boonen Melissa Benoumeur Catherine Lallemand | 6 + 19 + 21 = 46 |
|        | Roemenië Ionela Bungardean Mihaela Baulauca Biana Cojocar   | 9 + 15 + 25 = 49 |